# Brainstorm
Brainstorm és un grup alemany de power metal, creat el 1989. Està format pel cantant Andy B. Franck, que també és famós pel seu altre grup, Symphorce. Són coneguts per tocar amb un estil de música més fosc que la majoria de grups de power metal.

## Formació actual
- Andy B. Franck – cantant (1999-)
- Torsten Ihlenfeld – guitarra, veu de fons (1989-)
- Milan Loncaric – guitarra, veu de fons (1989-)
- Antonio Ieva – baix (2007-)
- Dieter Bernert – bateria (1989-)

## Membres anteriors

### Cantants
- Stefan Fronk (1990-1991)
- Marcus Jürgens (1991-1999)
- Henning Basse (live only)

### Baixistes
- Peter Waldstätter (1990)
- Andreas Mailänder (1990-2007)

## Discografia

### Àlbums d'estudi
- Hungry (1997)
- Unholy (1998)
- Ambiguity (2000)
- Metus Mortis (2001)
- Soul Temptation (2003)
- Liquid Monster (2005)
- Downburst (2008)

### Singles
- All Those Words (2005)
- Fire Walk With Me (2007)

### DVD
- Honey From The B's (Beasting Around The Bush) (2007)